# Soubyanna Music
Soubyanna Music est un groupe musical tchadien créé en 2002. Le groupe est composé de 10 membres.
Soubyana s'est fait connaître grâce à une tournée dans le sud du pays en 2003. Leur musique est axée sur le style saï, dala et gourna du Tchad et sur la rumba congolaise.
En 2009, Soubyanna Music ouvre officiellement son espace culturel dénommé Royaume culturel de Soubyanna à N'Djamena, avec une capacité d’environ 1000 places.